# Universiteit van Akron

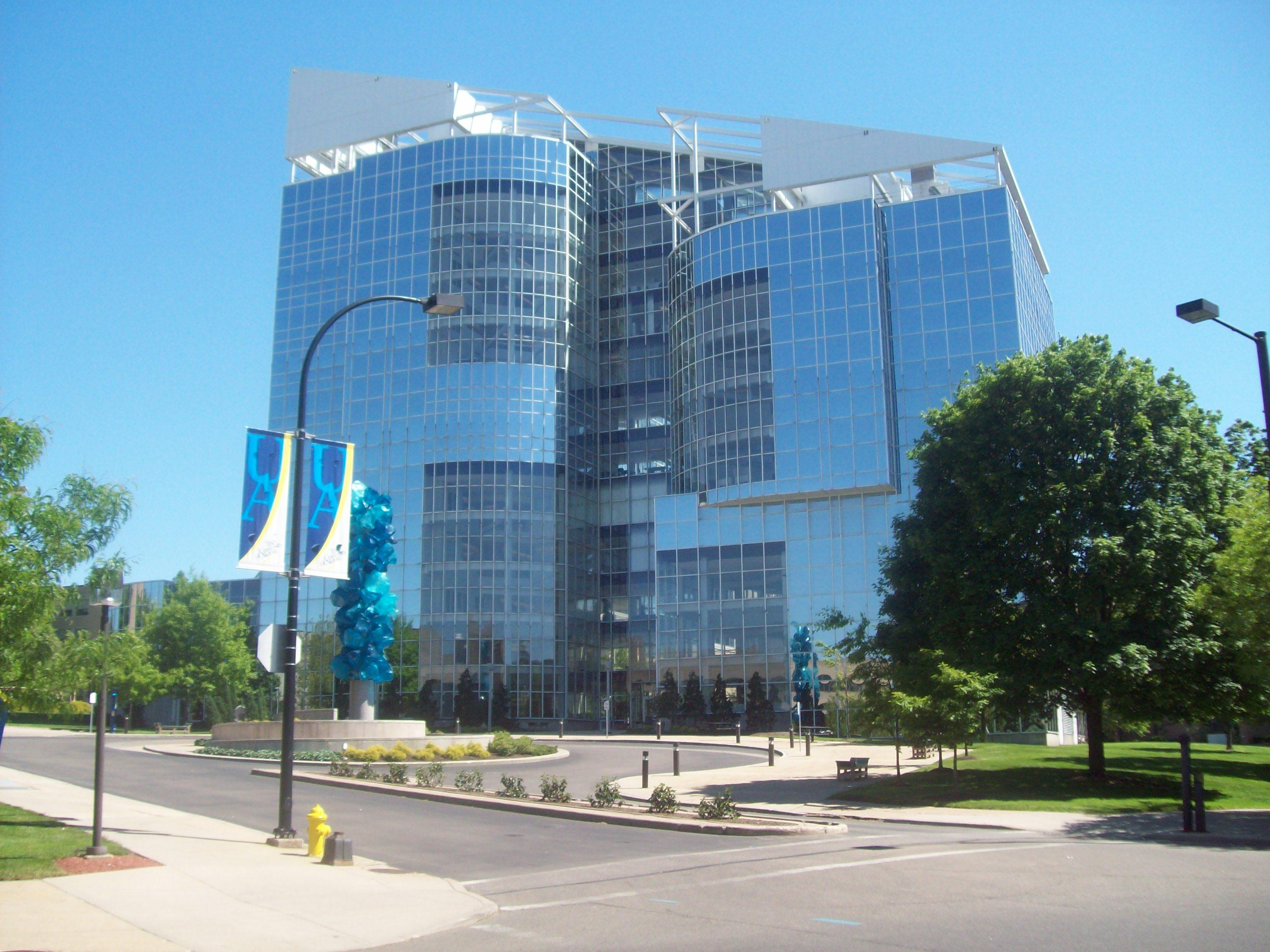
Goodyear Polymer Center, het gebouw van de Polymer Science and Polymer Engineering-faculteit

De Universiteit van Akron is een publieke onderzoeksuniversiteit in Akron, Ohio in de Verenigde Staten, opgericht in 1870. De universiteit is onderdeel van het universiteitssysteem van Ohio. Vanwege de historische banden met de rubberindustrie en de substantiële financiële steun vanuit Goodyear wordt de universiteit beschouwd als een van de meest toonaangevende onderzoeksinstituten wereldwijd op het gebied van polymeren. 
De universiteit kenmerkt zich vooral op het gebied van STEM-activiteiten (Science, Technology, Engineering and Mathematics), maar kent ook een bedrijfskundige faculteit, een rechtenfaculteit en verscheidene andere faculteiten. Sinds 2000 probeert de universiteit haar onderzoeksportefeuille verder uit te breiden en probeert zij zich tevens te onderscheiden op het gebied van technologie-overdracht en het vercommercialiseren van wetenschappelijk onderzoek.
De universiteit van Akron biedt ongeveer 200 bacheloropleidingen en meer dan 100 masteropleidingen aan. Met circa 27.000 studenten uit Ohio en 71 landen vormt de universiteit een van de grotere campussen in Ohio. De Polymer Science and Polymer Engineering faculteit is de bekendste faculteit van de universiteit en is gevestigd in een twaalf verdiepingen tellend glazen gebouw dat het westelijke deel van de universiteitscampus overziet. De universiteit huisvest verder een belangrijk archief met betrekking tot de geschiedenis van psychologie in de Verenigde Staten, en vervult als zodanig een partnerrol voor het Smithsonian Instituut.
De mascotte van de universiteit is een kangoeroe met de naam "Zippy". Omdat Zippy een kenmerkende buidel heeft, stelt de universiteit een van de weinige universiteiten te zijn met een vrouwelijke mascotte.
Naast de hoofdcampus in Akron zijn er verschillende satellietfaciliteiten, waaronder Wayne College in Orrville, Ohio, het Medina County University Center, en UA Lakewood, in Lakewood, Ohio.